# 消音スピーカー

騒音（赤）と逆位相の波（青）を発生させて騒音を打ち消す

消音スピーカー（しょうおんスピーカー）とは騒音公害での対処法のひとつである。日本の放送機器メーカーTOAが、世界で初めて開発した。
騒音源の音を拾い、それと逆相になるような音を作りスピーカーから出力し空間で打ち消し合わせ「騒音レベルを下げる」ことを目的としたもの。理論自体はかなり昔から証明されてきたが、デジタルシグナルプロセッサの高速化により製品化が可能になった。

## 乗り物への適用例
室内の静寂性が重視される乗用車に採用されることがある。日産自動車のU13型系ブルーバードはその一例。
救急車の車内にもサイレン音を緩和するために採用され、救護者の心理的圧迫感軽減や医療機関との無線通話明瞭度確保に役立っている。騒音源（サイレン音）を、音としてマイクロフォンで拾うのではなくサイレンアンプから電気的に得るため、整った逆相波形が生成でき効果が高い。
旅客機であるサーブ 340では、ジェットエンジンとプロペラによる客室内騒音の低減に用いられている。地上でジェットエンジンの試運転を行う際、騒音を軽減するため格納庫と一体した消音装置が用いられる。

## ノイズキャンセラー

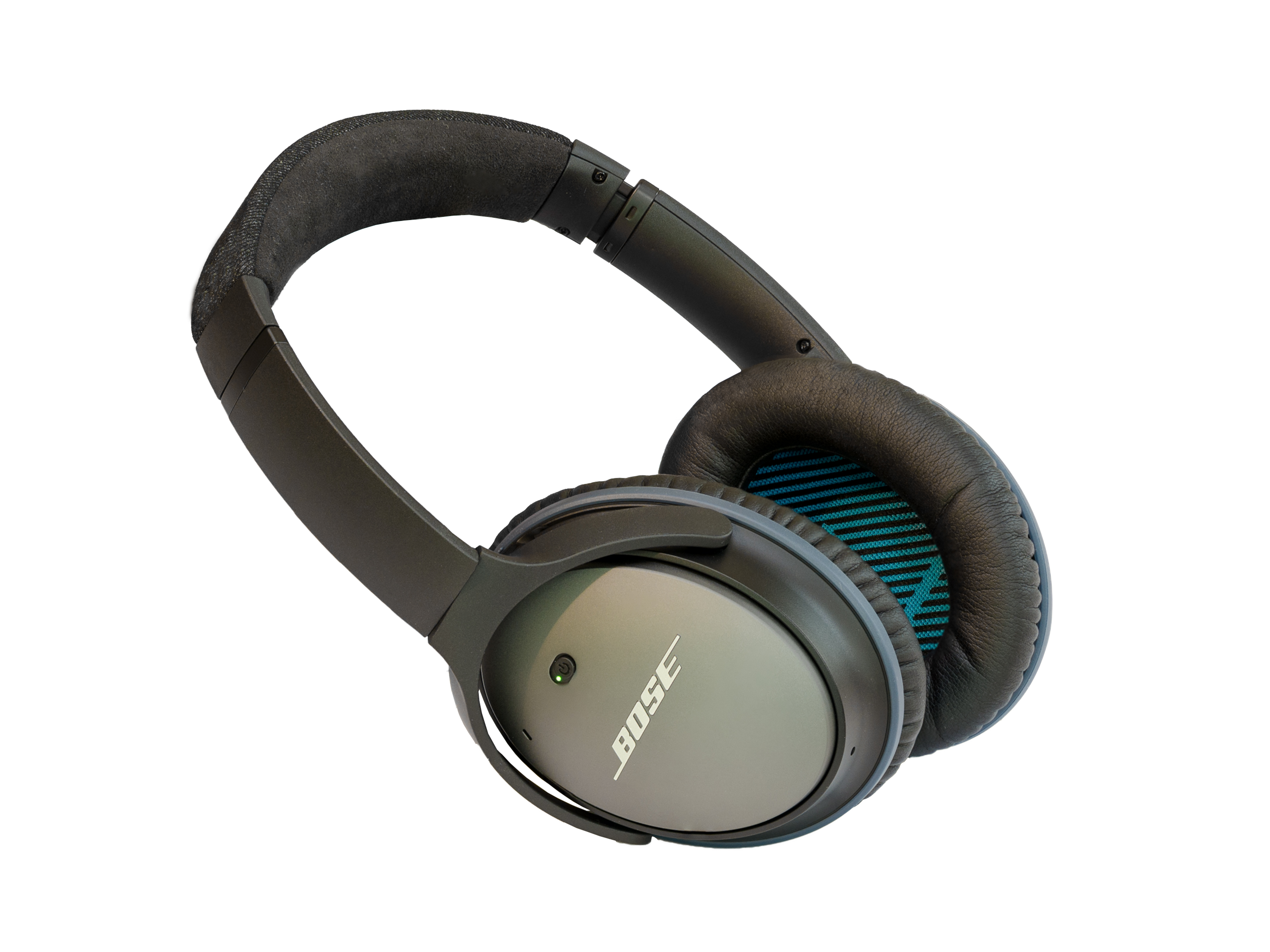
ノイズキャンセリングヘッドホン（Bose QuietComfort 25）

消音スピーカーの類似技術として、ヘッドフォンや携帯音楽プレーヤーに内蔵されるノイズキャンセラーがある。周囲の音（環境音という）を内蔵のマイクロフォンで収音し、これと逆位相の信号をオーディオ信号と混合して出力することによって、ヘッドフォンへ外部から侵入する環境音を軽減するものである。
ヘッドフォン再生の場合、収音した環境音に再生音がほとんど混入しないため簡易な電子回路で得た逆相信号でも効果があり、消音スピーカーよりも早く1990年代から商品化された。ソニー製のウォークマンや、Xperia（正しくは、ソニーモバイルコミュニケーションズ製）などでは、「デジタルノイズキャンセリング機能」とされている。
ノイズキャンセラーの欠点として、低音は消せるが、波長が短い高音に対しては難しい点があげられる。

### フィルターによるノイズキャンセラー
アナログ式
フィルタ回路を使用し、ノイズを取り除く方法。
ハイパスフィルタ（HPF）、ローパスフィルタ（LPF）、バンドパスフィルタ（BPF）、バンドエリミネーションフィルタ（BEF）など。
デジタル式
DSPなどで元の信号波形を窓関数に与え、その波形に合致しない帯域（元信号に含まれないと推定される周波数成分）をノイズとして取り除く方法。

### 位相によるノイズキャンセラー
あるノイズに対して逆位相の信号を重ね合わせると、ノイズが無効化される。
アクティブノイズキャンセラー
ノイズに対して逆位相の信号をデジタル回路、またはアナログ回路によって別途生成し信号を重ね合わせることによって能動的にノイズを減衰させる方法。
サイレント楽器、ソナー雑音の除去、アンテナ・ノイズ・キャンセラなど。
パッシブノイズキャンセラー
ノイズに対してノイズそのもののエネルギーを使用し、逆位相の信号を生成し信号を重ね合わせることによって受動的にノイズを減衰させる方法。
高速道路の沿道にある遮音壁型ノイズキャンセラー（複雑な立体定数回路で構成）、潜水艦やステルス機の特殊塗装、エレクトリック・ギターのハムバッキングなど。